# Virelade
Virelade település Franciaországban, Gironde megyében. Lakosainak száma 1120 fő (2022. január 1.). Virelade Paillet, Arbanats, Illats, Podensac, Rions és Saint-Michel-de-Rieufret községekkel határos.

## Népesség
A település népessége az elmúlt években az alábbi módon változott:
| Lakosok száma | 559  | 727  | 734  | 854  | 995  | 1045 | 1062 | 1092 | 1101 | 1120 |
|               | 1968 | 1982 | 1990 | 2006 | 2013 | 2015 | 2017 | 2019 | 2020 | 2022 |